# Krupa (Obrovazzo)
Krupa (in italiano Cruppa) è una frazione della città di Obrovazzo, in Croazia.

## Storia
Il villaggio conserva il monastero omonimo di religione ortodossa, costruito nel 1317 dal re Milutin.